# Jérôme Bignon (1589-1656)
Pour les articles homonymes, voir Jérôme Bignon et Bignon.
Jérôme Bignon, né le 24 août 1589 à Paris, mort le 7 avril 1656, est un magistrat et érudit français.

## Biographie

### Origine

Armes des Bignon : d'azur à la croix haute d'argent, posée sur une terrasse de sinople d'où sort un cep de vigne qui accole et entoure ladite croix, laquelle est cantonnée de 4 flammes d'argent
La vigne qui entoure la croix du blason est un souvenir de la terre natale : Saint-Denis-d'Anjou.

Sa famille est originaire de Saint-Denis-d'Anjou. On la fait remonter à Roland Bignon et Martine Sireul, qui vivaient au XVe siècle. Leur fils René Bignon, marié à Yolande Delafosse (Château-Gontier, 1537). Son frère Briand Bignon (époux de Françoise Auger) continua à habiter Saint-Denis-d'Anjou et possédait la Rouaudière à Laigné. Françoise Auger fonda la chapelle des Bignons en 1540. Parmi leurs enfants : Briand Bignon, mari de Macée Germain ; Jean Bignon (dont le fils Claude, époux de Marguerite Audouin, fut conseiller à la prévôté d'Angers puis enquêteur, lieutenant particulier aux sièges royaux à Laval). Le fils de Briand Bignon, Roland Bignon (5 janvier 1559), époux (avant 1588) de Catherine Ogier, avocat au Parlement de Paris en 1595.
Il épousa Catherine Bachasson, fille de Jean Bachasson, Receveur général des Finances à Limoges, et d’Anne Passart. Il est le père de Jérôme II Bignon (1627-1697) et de Thierry Bignon (1632-1697), premier président du Grand Conseil (1690-1697), ainsi que le beau-père d'Étienne Briquet.
Jérôme Bignon engendra une longue lignée de maîtres de la Librairie au service de la Bibliothèque royale, cette charge ayant été transmise avec plus ou moins de succès jusqu'en 1784.

### Parcours
Roland Bignon, son père, lui enseigna les langues, les humanités, l'éloquence, la philosophie, 
les mathématiques, l'histoire, la jurisprudence et la théologie. Sous un tel maître, le jeune Bignon fit de tels progrès, qu'à dix ans il publia Chorographie, ou Description de la terre sainte, Paris, 1600, in-12, plus exacte que toutes celles qui avaient jusqu'alors paru. Il donna, peu de temps après : Discours de la ville de Rome, principales antiquités et singularités d'icelle, Paris, 1604, in-8°, ouvrage peu commun, où l'auteur fait preuve d'un grand goût et d'une extrême exactitude ; et Traité sommaire de l'élection du pape ; plus le plan du conclave, Paris, 1603, in-8°, livre rempli d'érudition.
Les Scaliger, les Casaubon, Grotius, les Pithon, de Thou, du Perron, les Sainte-Marthe, Jacques Sirmond se faisaient l'honneur d'entretenir correspondance avec cet enfant merveilleux qui souvent les instruisait. Nicolas Le Fèvre l'a introduit à la Cour, d'abord auprès du prince de Condé dont il était le précepteur. Henri IV, ayant entendu parler de Jérôme Bignon, voulut le voir, et le choisit pour être, en qualité d'enfant d'honneur, auprès du dauphin, depuis Louis XIII. Bignon parut à la cour avec des manières aisées et polies. L'étude ne l'avait pas rendu étranger au monde ; la cour ne le rendit pas étranger à l'étude ; il publia, en 1610, un Traite de l'excellence des rois et du royaume de France, traitant de la préférence et des prérogatives des rois de France par-dessus tous les attires, et des causes d'icelles, in-8° ; cet ouvrage, dédié à Henri IV, est une réfutation du livre de Valdès, de Dignitata regum Hispaniœ. L'ouvrage français part d'une main habile, et est écrit d'une manière aussi solide que méthodique. L'auteur y a rassemblé plusieurs faits et passages curieux.
Après la mort de Henri IV, il quitta la cour ; il y revint bientôt, à la sollicitation de Nicolas Le Fèvre, nouveau précepteur de Louis XIII, et y demeura jusqu'à la mort de cet ami, arrivée en 1612. Bignon fit un voyage en Italie en 1614, reçut des marques d'estime de Paul V et des plus illustres savants. Fra Paolo, charmé de sa conversation, le retint quelque temps à Venise. De retour en France, il se livra tout entier aux exercices du barreau. Son père le fit pourvoir, en 1620, d'une charge d'avocat général au grand conseil, où il s'acquit une si grande réputation que le roi le nomma, quelque temps après, conseiller d'État, puis avocat général au parlement en 1623.
En 1641, il céda cette charge à Étienne Briguet, son gendre, et fut, en 1642, après la mort de Thoti, nommé maître de la Librairie du roi. Il refusa dans la suite la place de surintendant des finances. Son gendre étant mort en 1643, Bignon fut obligé de reprendre sa charge pour la conserver à son fils, et il continua de l'exercer jusqu'à sa mort, quoique de premier avocat général il fut devenu le second. Il avait été employé dans plusieurs affaires importantes tant au-dedans qu'au-dehors du royaume. Anne d'Autriche, pendant sa régence, l'appela quelquefois au conseil. II mourut à Paris, le 7 avril 1656, laissant un grand nom plutôt que de grands ouvrages (Voltaire, Siècle de Louis XIII) et il fut inhumé dans l'église Saint-Nicolas-du-Chardonnet où se trouve toujours son monument funéraire.

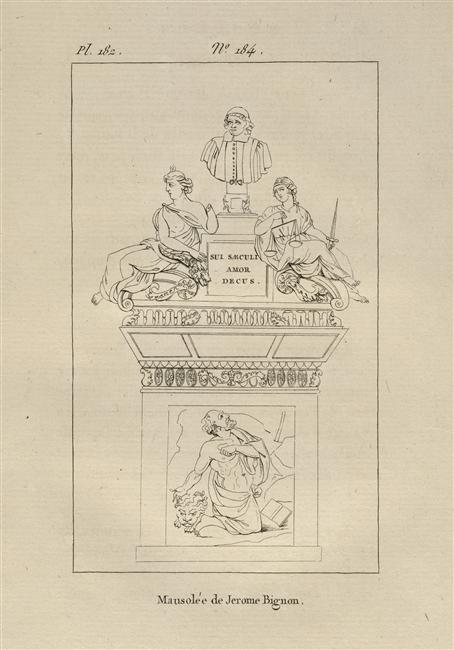
Mausolée de Jérôme Bignon.
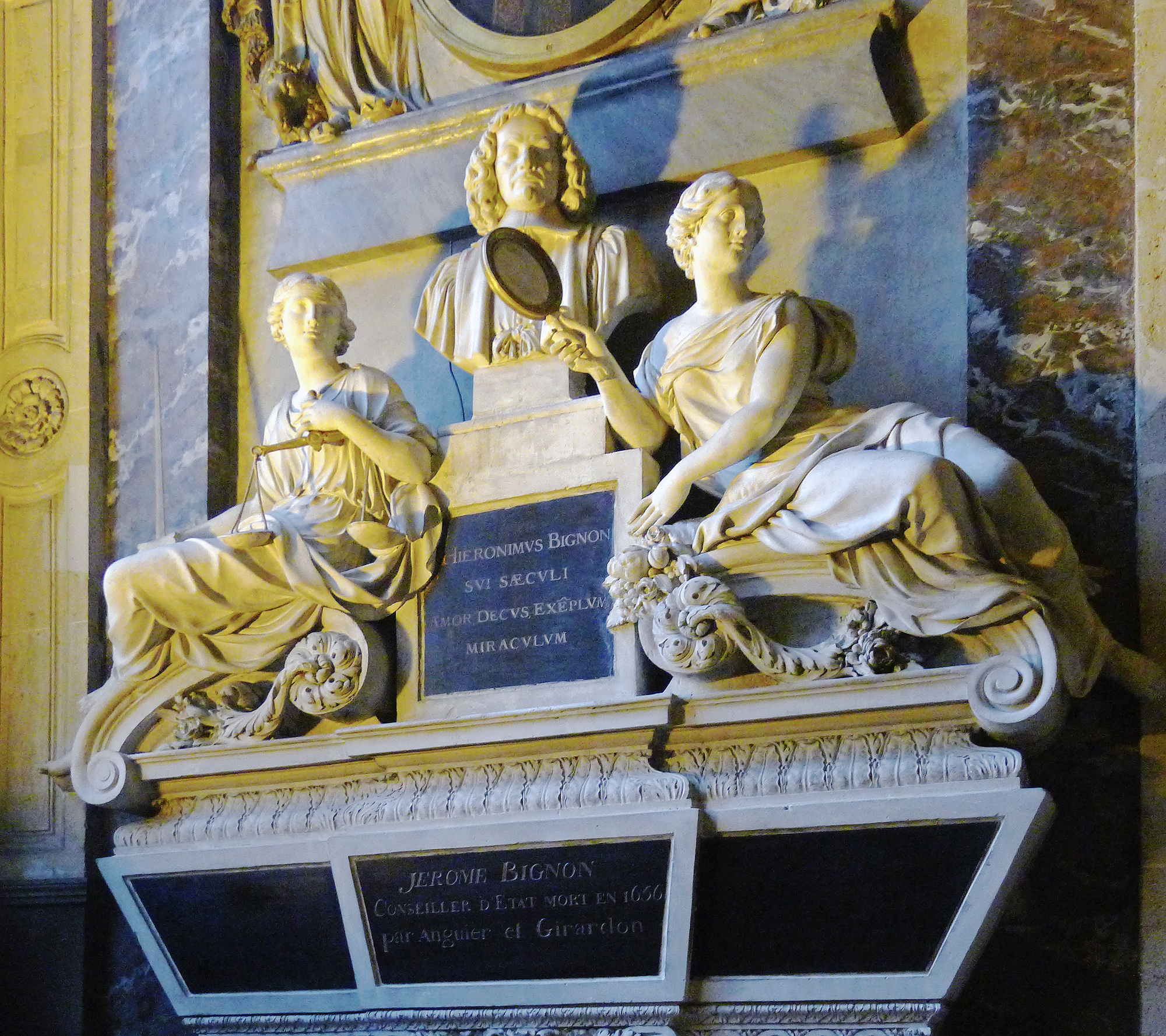

« Ce grand magistrat, dit Costar, a été l'un des plus savants hommes en toutes choses et celui qui l'a été le plus tôt ; car, à l'âge de vingt-deux ans, il avait tout lu et tout retenu. Il a fort travaillé sur l'origine des Français et sur Grégoire de Tours. »

Son fils aîné, Jérôme, obtint, en 1651, la survivance de la charge de maître de la Librairie qu'occupait son père, et conserva cette place qu'il réservait pour son fils, lorsqu'en 1684, le marquis de Louvois le contraignit de donner sa démission, pour en revêtir Camille, son fils, âgé de huit ans et futur abbé de Louvois.

## Publications
Ses principaux ouvrages sont des traités :
1. De l'élection des papes, 1604 ;
2. De l'excellence des rois de France, 1610 ;
3. Marculfi monachi Formula, 1615, in-8°, et Strasbourg, 1655, in-4°. Ce livre a été réimprimé par les soins de son fils, Paris, in-4°. On a joint à cette édition : Liber legis salicæ a Fr. Pithœo, et l'éloge de Bignon, qui n'avait que vingt-trois ans, lorsqu'il donna, pour la première fois, ses notes, qui font encore l'admiration des savants, par leur érudition et leur justesse.
4. La Grandeur de nos rois et de leur souveraine puissance, 1615, in-8°, publié sous le nom de Théophile du Jay.
5. Une édition du Voyage de François Pyrard, 1613, 2 vol. in-8°.

## Iconographie
Une médaille posthume de Jérôme Bignon a été exécutée par le graveur Thomas Bernard, sans doute à la demande de l'abbé Jean-Paul Bignon, petit-fils du maître de la Librairie. Un exemplaire en est conservé au musée Carnavalet (ND 565).
D'après Piganiol de La Force, l'épitaphe de Jérôme Bignon est la suivante : Hieronymus Bignon sui seculi amor, decus, exemplum, miraculum.

## Sources
- Marie-Nicolas Bouillet  et Alexis Chassang (dir.), « Jérôme Bignon (1589-1656) » dans Dictionnaire universel d’histoire et de géographie, 1878 (lire sur Wikisource)
- « Jérôme Bignon (1589-1656) », dans Louis-Gabriel Michaud, Biographie universelle ancienne et moderne : histoire par ordre alphabétique de la vie publique et privée de tous les hommes avec la collaboration de plus de 300 savants et littérateurs français ou étrangers, 2e édition, 1843-1865 [détail de l’édition]
- « Jérôme Bignon (1589-1656) », dans Alphonse-Victor Angot et Ferdinand Gaugain, Dictionnaire historique, topographique et biographique de la Mayenne, Laval, A. Goupil, 1900-1910 [détail des éditions] (BNF 34106789, présentation en ligne)